# حنا بطاطو
حنا بطاطو (بالإنجليزية: Hanna Batatu) (مواليد القدس 1926 - توفي في وينستد - كونيكتيكوت 24 يونيو 2000) مؤرخ فلسطيني مختص في تاريخ المشرق العربي الحديث. ربما يكون الأكثر أهمية بين أعماله الأكاديمية بحثه التاريخي الاجتماعي عن العراق الذي يعتبر أهم مرجع عن تاريخ وتطور العراق الحديث.
هاجر بطاطو إلى الولايات المتحدة عام 1948، عام النكبة في فلسطين. من عام 1951 إلى 1953 درس حنا بطاطو في مدرسة إدموند ويلش Edmund A. Walsh School للشؤون الخارجية بجامعة جورجتاون. نال درجة الدكتوراه في العلوم السياسية من جامعة هارفرد في عام 1960 بأطروحة عنوانها: «الشيخ والفلاح في العراق، 1917 - 1958»  The Shaykh and the Peasant in Iraq, 1917-1958. ثم من عام 1962 إلى عام 1982 اشتغل بالتدريس في الجامعة الأمريكية في بيروت، ثم من 1982 حتى تقاعده في عام 1994 في جامعة جورجتاون في الولايات المتحدة.
بدأ بطاطو دراسة تاريخ العراق في بدايات الخمسينات متأثرا باهتماماته المبكرة بالحركات الثورية التي سادت في ذلك البلد وبشكل خاص ركز على الحزب الشيوعي العراقي.
من أواخر الخمسينات سافر بطاطو إلى العراق عدة مرات واستطاع الوصول لعدة سجناء سياسيين شيوعيين إضافة لملفات الشرطة والأمن العراقية السرية قبل حدوث ثورة 1958. كان لبطاطو علاقات متعددة ضمن السياسيين والحركات السياسية العراقية ويزعم البعض أنه كان يملك علاقات مع الرئيس العراقي عبد الكريم قاسم مما سهل له الوصول للكثير من الأرشيفات السرية لأجهزة الأمن العراقية والاطلاع على تاريخ العراق في فترات متعددة منه حتى السبعينات.
مكنته هذه السجلات من وضع دراسته عن التغيرات السياسية في العراق بعنوان «الطبقات الاجتماعية القديمة والحركات الثورية الحديثة في العراق» (الذي نشر عام 1978). ومع أن هذا العمل يركز بشكل كبير على الحزب الشيوعي العراقي فإنها تعطي معلومات قيمة حول بقية الحركات الثورية العراقية في الريف والطبقات الحاكمة قبل عام 1958.
يعتبر هذا العمل مرجعا أساسيا في تاريخ العراق الحديث إضافة لأنه مؤسس على منهجية بطاطو التي تعتمد التحليل الاجتماعي السياسي وتبرز دور العوامل الاجتماعية للتطورات التي يغطيها أثناء تأريخه، وحتى التركيبة الاجتماعية للحركات محط البحث.
في أواخر حياته قام بطاطو بدراسة مماثلة حول سوريا بعنوان: «فلاحو سوريا: سليلو الوجهاء القرويين الأقل شأنا، وسياستهم» Syria's Peasantry, the Descendants of Its Lesser Rural Notables, and Their Politics (نشر عام 1999).

## مؤلفاته
- العراق: الطبقات الاجتماعية والحركات الثورية من العهد العثماني حتى قيام الجمهورية، ترجمة عفيف الرزاز، مؤسسة الأبحاث العربية، بيروت، 1990.[4][5]
- العراق: الحزب الشيوعي، ترجمة عفيف الرزاز، مؤسسة الأبحاث العربية، بيروت، 1992[6]
- العراق: الشيوعيون والبعثيون والضباط الأحرار، ترجمة عفيف الرزاز، مؤسسة الأبحاث العربية، بيروت، 1992
- فلاحو سورية: أبناء وجهائهم الريفيين الأقل شأنا وسياساتهم، ترجمة عبد الله فاضل ورائد النفشبندي (مراجعة ثائر ديب)، المركز العربي للأبحاث ودراسة السياسات، بيروت، 2014 [7][8]

## وصلات خارجية
- Brief article on Hanna Batatu from cafearabica.com

## وصلات متعلقة
http://www.althakafaaljadeda.com/298/hanna1.htm

## قراءات أخرى
- The Old Social Classes and New Revolutionary Movements of Iraq, Hanna Batatu, London, al-Saqi Books, 2000. ISBN 0-86356-520-4
- Syria's Peasantry, the Descendants of Its Lesser Rural Notables, and Their Politics, Hanna Batatu, Princeton University Press نسخة محفوظة 18 أكتوبر 2006 على موقع واي باك مشين., 1999. ISBN 0-691-00254-1